# Eva Burrows

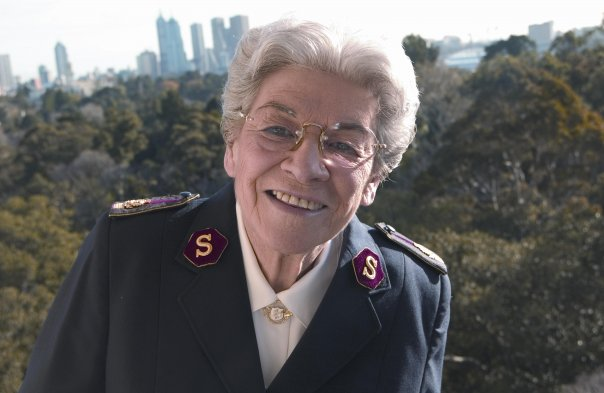
Eva Burrows

Eva Evelyn Burrows AC (* 15. September 1929 in Newcastle, Australien; † 20. März 2015 in Melbourne, Victoria) war eine australische Heilsarmee-Offizierin und von 1986 bis 1993 der 13. General (internationaler Leiter) der Heilsarmee.

## Frühe Lebensjahre
Burrows' Eltern, Robert und Ella Burrows, waren beide Heilsarmee-Offiziere. Das Paar hatte neun Kinder. Durch die häufigen Umzüge und Ortswechsel der Eltern wurde ihre Schulzeit häufig unterbrochen. Sie absolvierte ihre Sekundarschulbildung an der Brisbane State High School, wo sie zur Klassen- und Schulsprecherin gewählt wurde. Im Alter von siebzehn Jahren begann sie das Studium an der University of Queensland und erhielt im Mai 1950 ihren Bachelor of Arts mit den Hauptfächern Englisch und Geschichte.

## Heilsarmee
1950 begann Burrows ihre Ausbildung an der internationalen Offiziersschule der Heilsarmee in London. Sie wurde ab 1951 als Offizierin der Heilsarmee eingesetzt. Nach ihrem Lehramtsstudium an der Universität London arbeitete sie  von 1952 bis 1967 am Howard Institute in Rhodesien und war von 1966 bis 1970 Rektorin des Usher Institute. Von 1970 bis 1975 war sie an einem College für Heilsarmee-Offiziere in London eingesetzt, zunächst als stellvertretende Schulleiterin, dann als Schulleiterin. 1975 wurde sie Leiterin des Sozialdienstes der Heilsarmee in Großbritannien und 1977 Leiterin der Arbeit der Heilsarmee in Sri Lanka. 1980 wurde sie Leiterin der Heilsarmee in Schottland. 1982 folgte sie als Leiterin der Heilsarmee im australischen Südterritorium.
1986 wurde sie mit dem knappsten Vorsprung in der Geschichte des Hohen Rates (22 zu 24 im vierten Wahlgang) zum General der Heilsarmee gewählt. Sie war mit 56 Jahren die jüngste Kommandeurin der Organisation und war die einzige weibliche von den sieben zur Wahl stehenden Kandidaten. Nach ihrer Wahl zur Generalin der Heilsarmee folgte sie in diesem Amt auf den vom Amt zurückgetretenen Jarl Wahlström.
Während der sieben Jahren im Amt als Generalin und somit als internationale Leiterin der Heilsarmee erwies sie sich als sehr erfolgreich und der Arbeit der Heilsarmee förderlich. Sie leitete Operationen in etwa 90 Ländern und erweckte in der Organisation den Gründergeist der Evangelisation wieder, indem sie die Heilsarmee nach dem Fall des Kommunismus nach Osteuropa zurückführte. Am Ende ihrer Amtszeit als Generalin wurde ihre Amtszeit aufgrund ihrer hervorragenden Leistungen um weitere zwei Jahre verlängert.

## Tod
Burrows starb  am 20. März 2015 im Alter von 85 Jahren im Coppin Center in Melbourne. An dem Tag, an dem sie starb, war sie von Angehörigen und zwei afrikanischen Krankenschwestern umgeben, die dort arbeiteten und mit ihr die Nationalhymne von Simbabwe sangen. Eine dritte Krankenschwester, die sich um sie kümmerte, war eine Absolventin des Usher-College im ehemaligen Rhodesien, deren Leiterin Burrows eine Zeitlang war.